# 彼得罗波利斯
彼得罗波利斯（葡萄牙語：Petrópolis）是巴西东南部里约热内卢州一座山区城市，位于里约热内卢北65公里。1894年至1903年曾为里约热内卢州首府。城市名称得名于巴西皇帝佩德罗二世，19世纪为巴西皇帝的夏宫。城市位于塞拉多保护区内，为著名的避暑胜地。2011年1月该市遭到大规模洪水袭击。2022年2月15日再度發生洪災。

## 景点
- 斯蒂芬·茨威格故居（葡萄牙语：Casa Stefan Zweig）
- Grão-Pará Palace
- 巴西皇家博物馆（Imperial Museum of Brazil）
- 奇坦迪尼亚宫（葡萄牙语：Palácio Quitandinha）
- 里奥内格罗宫（葡萄牙语：Palácio Rio Negro）
- 水晶宫（葡萄牙语：Palácio de Cristal）
- 聖伯多祿主教座堂 (彼得羅波利斯)（葡萄牙语：Catedral de São Pedro de Alcântara）及皇家陵墓
- 德国移民节（Bauernfest）

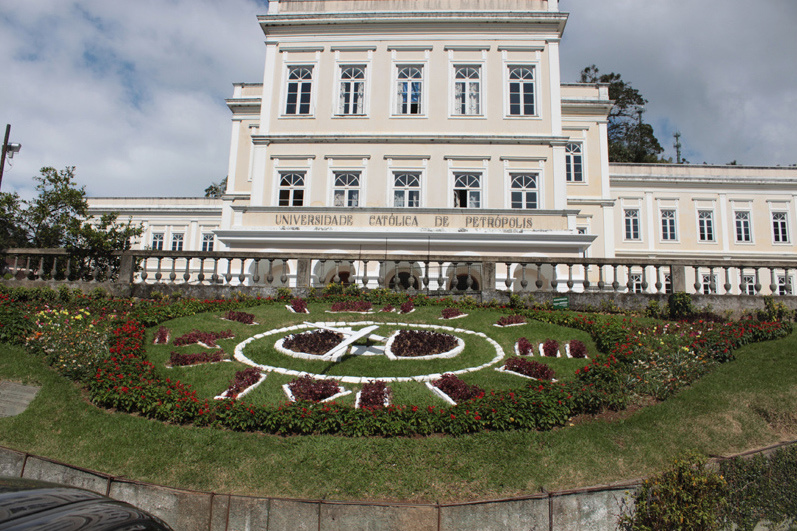
彼得罗波利斯天主教大学
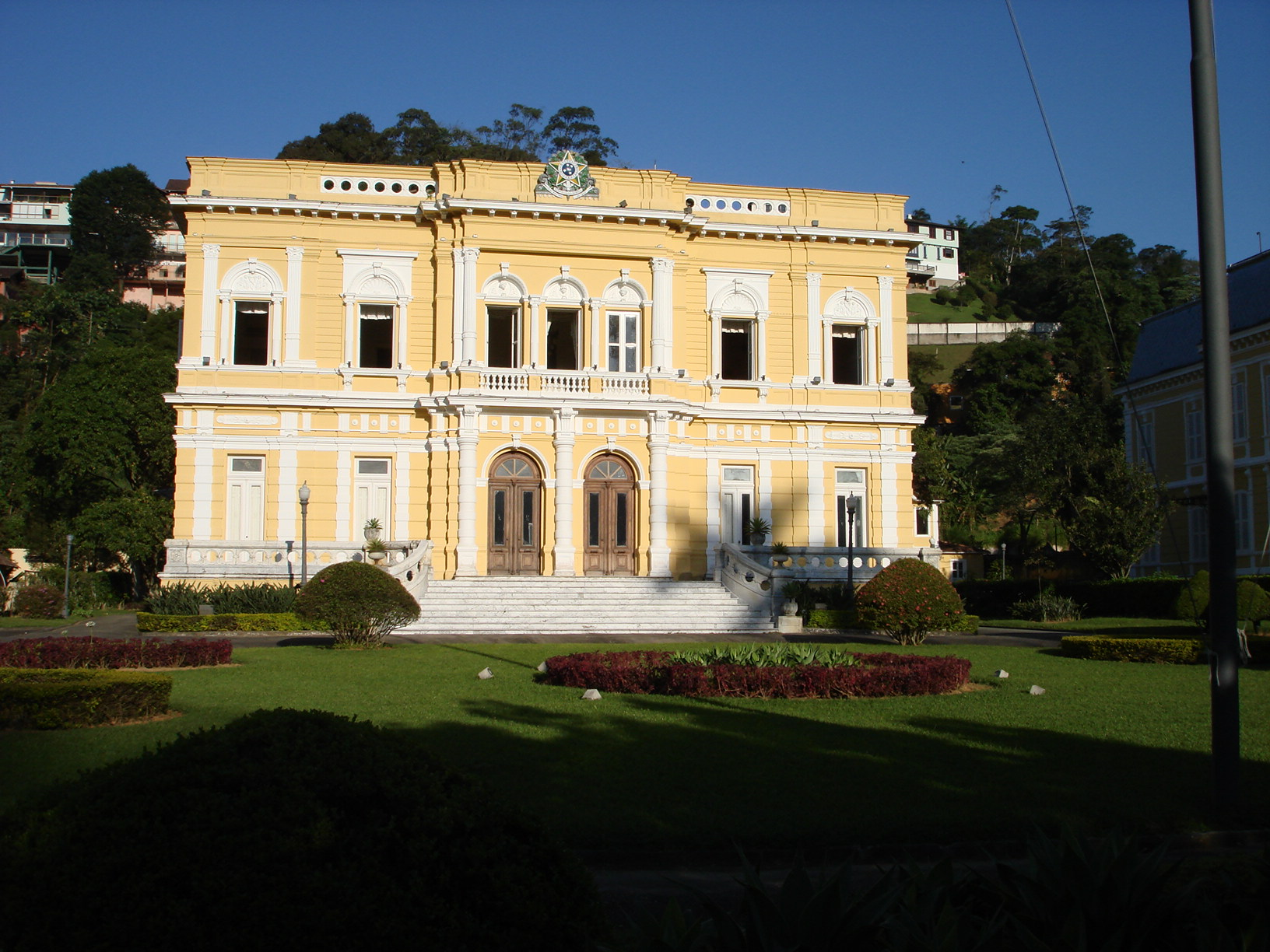
巴西远征军博物馆